# Mittenia plumula
Mittenia plumula là một loài Rêu trong họ Mitteniaceae. Loài này được (Mitt.) Lindb. mô tả khoa học đầu tiên năm 1863.